# Ophion (mythologie)
Pour les articles homonymes, voir Ophion.
Dans la mythologie grecque, Ophion (en grec ancien Ὀφίων / Ophíôn) est une divinité primordiale anguipède présente dans les cosmogonies orphiques.

## Mythe
Uni à Eurynomé, il règne avec elle sur les Titans du haut de l'« Olympe neigeux ». Il est ensuite détrôné par Cronos (comme Eurynomé l'est par Rhéa) et le couple est précipité dans les eaux d'Océan selon Apollonios de Rhodes.
Sa parenté n'est citée par aucune source mais selon Robert Graves, il est créé par Eurynomé elle-même. Graves rapproche ainsi Ophion d'Ouranos (lui aussi enfanté seul par Gaïa à laquelle il s'unit ensuite) et comme divinité personnifiant le Ciel.

## Sources
- Apollonios de Rhodes, Argonautiques [détail des éditions] [lire en ligne] (I, 503).
- Nonnos de Panopolis, Dionysiaques [détail des éditions] [lire en ligne] (II, 563 ; VIII, 110 ; XII, 43 ; XLI, 339).
- Lycophron, Alexandra [détail des éditions] [lire en ligne] (v. 1191).